# Max Bergmann (Politiker, 1844)
Max Adolph Moritz Bergmann (* 28. April 1844 in Berlin; † 30. Januar 1914 in Tragheim) war ein deutscher Verwaltungsjurist und Reichstagsabgeordneter in Preußen.

## Leben
Bergmann begann an der  Schlesischen Friedrich-Wilhelms-Universität Rechts- und Staatswissenschaften zu studieren. 1862 wurde er im Corps Borussia Breslau aktiv. Als Inaktiver wechselte er an die  Friedrich-Wilhelms-Universität zu Berlin. 1873 wurde er zum Regierungsassessor ernannt. Von 1876 bis 1890 war er Landrat im Kreis Darkehmen. Für die Deutschkonservative Partei vertrat er 1884–1890 den Reichstagswahlkreis Regierungsbezirk Gumbinnen 4 im  Deutschen Reichstag. Von 1886 bis 1890 war er auch Mitglied des Preußischen Abgeordnetenhauses. Er wurde 1890 zum Oberregierungsrat ernannt und nach Danzig versetzt. 1895 kam er als Oberpräsidialrat an das Oberpräsidium Ostpreußens in Königsberg. 1911 trat er in den Ruhestand.

## Ehrungen
- Roter Adlerorden 3. Klasse mit der Schleife
- Königlicher Kronen-Orden (Preußen) 2. Klasse